# Josué (nome)
Josué (inglês: Joshua) é um nome bíblico derivado do hebraico Yehoshua (יהושע). O nome era uma forma alternativa comum do nome יֵשׁוּעַ  - yēšūă que corresponde à grafia grega Ἰησοῦς (Iesous), da qual, através do latim Iesus, vem a grafia portuguesa Jesus.
Como resultado da origem do nome, a maioria das pessoas antes do século XVII que tinham esse nome era judia. Uma forma variante e truncada do nome, Josh, ganhou popularidade nos Estados Unidos na década de 1970.

## Popularidade
Informações do Gabinete de Estatísticas Nacionais do Reino Unido de 2003 a 2007 mostram "Joshua" entre os cinco principais nomes de recém-nascidos. Na Escócia, a popularidade de "Joshua" tem sido substancialmente menor do que no resto do Reino Unido, aparecendo no 35º lugar em 2000 e subindo para 22º em 2006.

## Personagens bíblicos
- Josué, líder dos israelitas após a morte de Moisés
- Jesus, conhecido em sua própria língua como Yeshua, uma forma aramaica de Yehoshua (Joshua)
- Josué, o Sumo Sacerdote, Sumo Sacerdote 515-490 a.C. após o retorno dos judeus do cativeiro babilônico